# Brutality and Bloodshed for All
Brutality and Bloodshed for All — восьмой и последний студийный альбом Джи-Джи Аллина и The Murder Junkies. Данный альбом был издан в сентябре 1993 года после смерти Аллина.

## Об альбоме
Все тексты песен были написаны во время заключения Джи-Джи Аллина в тюрьме штата Джексон. После записи данного альбома Аллин вместе с Murder Junkies совершит тур в сопровождении видеографа Эвана Коэна, который напишет книгу «I Was a Murder Junkie: The Last Days of G.G. Allin» об этом опыте.
Тексты песен затрагивают темы политической революции. Также, в композиции «Highest Power», Аллин ставит себя выше Бога и Иисуса Христа, называет Библию «каким-то мусором».
Есть предположения, что грайндкор-группа Сета Путнама Anal Cunt названа в честь одноимённой композиции, присутствующей на данном альбоме, но они ошибочны, т. к. коллектив образовался ранее написания песни.
Данный альбом содержит в себе воспоминания, копии свидетельства о рождении и смерти Аллина, и фотографию участников The Murder Junkies, позирующих возле его открытого гроба.

## Отзывы критиков
Стив Хьюи из AllMusic присудил альбому три звезды из пяти, отметив, что данный альбом является «его [Джи-Джи Аллина] последним опусом чёрствых панковских риффов, самовлюблённости, насилия, разврата и всеобщей ненависти» и заметив, что вокал Джи-Джи Аллина «напоминает сумасшедшего маппета». Команда Ultimate Guitar присудила данному альбому 7.9 баллов из 10, порекомендовав к прослушиванию всем фанатам Джи-Джи Аллина и фанатам панк- или хард-рока.

## Список композиций
Все тексты написаны Аллином и Вебером, за исключением: «Highest Power» (Аллин); «Anal Cunt» и «Legalize Murder» (Аллин и Мёрл Аллин); и «Fuck Off, We Murder» (Аллин, Мёрл и Аарон).
| №                   | Название                                                               | Перевод                                      | Длительность |
| ------------------- | ---------------------------------------------------------------------- | -------------------------------------------- | ------------ |
| 1.                  | «Highest Power»                                                        | Высшая сила                                  | 0:59         |
| 2.                  | «Kill Thy Father, Rape Thy Mother»                                     | Убей своего отца, изнасилуй свою мать        | 2:25         |
| 3.                  | «Anal Cunt»                                                            | Анальная пизда                               | 3:50         |
| 4.                  | «Raw, Brutal, Rough & Bloody»                                          | Ободранный, жестокий, грубый и окровавленный | 2:05         |
| 5.                  | «Shoot, Knife, Strangle, Beat & Crucify»                               | Стреляй, режь, души, бей и мучай             | 4:52         |
| 6.                  | «I Kill Everything I Fuck»                                             | Я убиваю всё, что ебу                        | 2:33         |
| 7.                  | «Shove That Warrant Up Your Ass»                                       | Засунь этот ордер себе в задницу             | 2:54         |
| 8.                  | «My Sadistic Killing Spree» (Присутствует только на CD-версии альбома) | Моё садистско-убийственное веселье           | 2:00         |
| 9.                  | «Slice Yer Fucking Throat»                                             | Разрежу твоё чёртовое горло                  | 2:05         |
| 10.                 | «Terror In America»                                                    | Террор в Америке                             | 2:00         |
| 11.                 | «Fuck Off, We Murder»                                                  | Отъебись, мы убиваем                         | 2:29         |
| 12.                 | «Take Aim & Fire»                                                      | Прицелься и стреляй                          | 2:35         |
| 13.                 | «Bastard Son Of A Loaded Gun»                                          | Внебрачный сын заряженного ружья             | 2:17         |
| 14.                 | «Legalize Murder»                                                      | Легализуйте убийство                         | 3:12         |
| 15.                 | «Brutality And Bloodshed For All»                                      | Жестокость и кровопролитие для всех          | 3:26         |
| Общая длительность: | Общая длительность:                                                    | Общая длительность:                          | 39:42        |

## Участники записи
- Джи-Джи Аллин — вокал
- Уильям Гилмор Вебер III[англ.] — гитара, бэк-вокал
- Мёрл Аллин — бас-гитара, бэк-вокал
- Дональд Сачес — ударные, бэк-вокал
- Дэвид Пил[англ.], Барбара Китсон, Кембра Пфалер[англ.], Джонни Пьюк — бэк-вокал на «Shoot, Knife, Strangle, Beat, and Crucify».